# Hofen
Cet article possède un paronyme, voir Höfen.
Hofen est une localité et une ancienne commune suisse du canton de Schaffhouse. 

## Histoire

Vue aérienne (1964)

Tout d'abord propriété de l'abbaye de Saint-Georges à Stein am Rhein, le village de Hofen passe entre les mains de la ville de Schaffhouse en 1538 et rejoint le bailliage de Herblingen et Reiat, jusqu'en 1798. Part de la commune de Bibern jusqu'en 1861, elle devient une commune indépendante à cette date.
Comme Altdorf, Bibern et Opfertshofen, la commune a été englobée dans celle de Thayngen le 1er janvier 2009.